# Pietro Bucelli
Pietro Bucelli (Montepulciano, 1684 – Montepulciano, 1754) è stato un antiquario e letterato italiano.

## Biografia

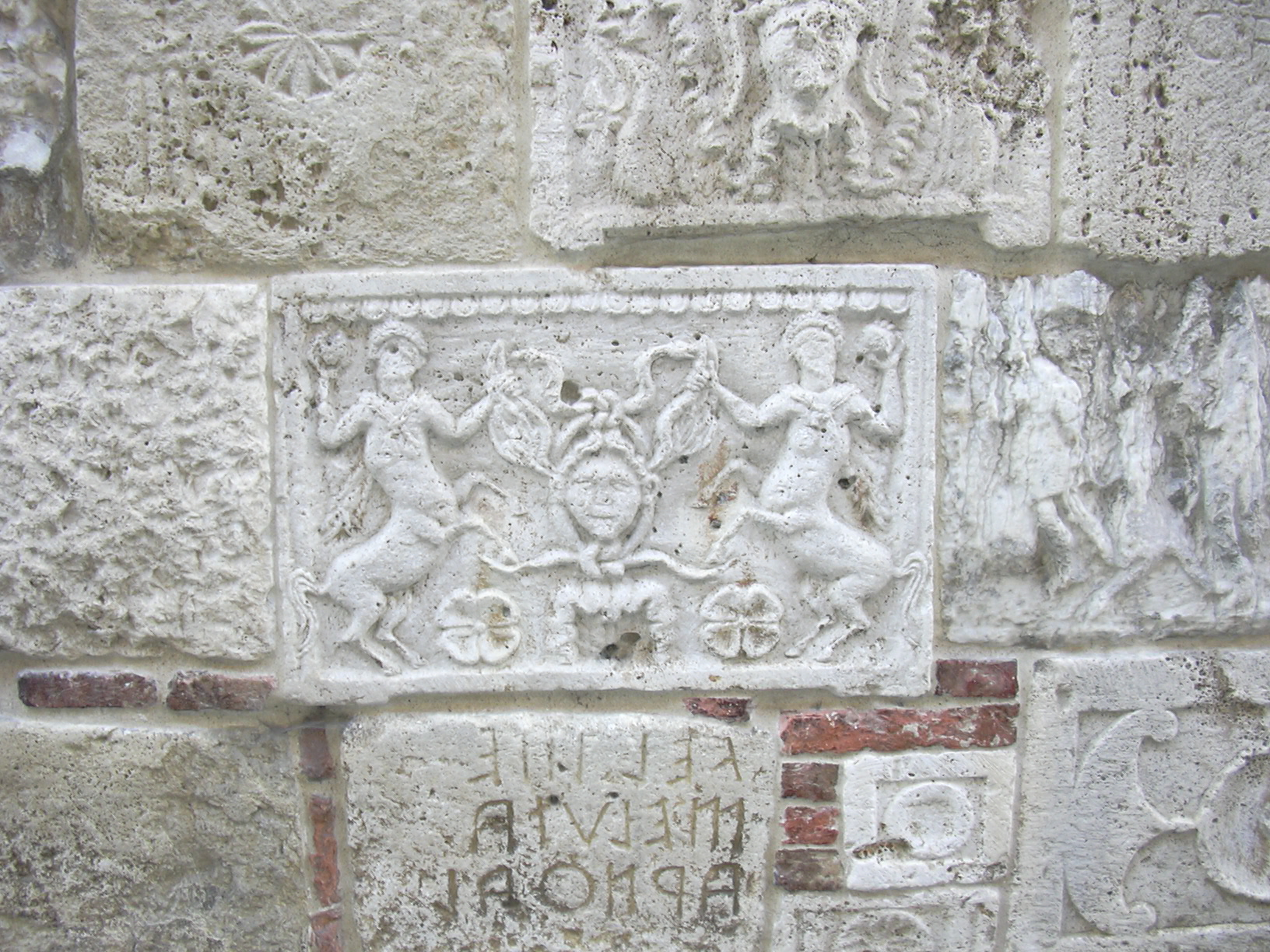
Urne ed epigrafi murate nello zoccolo del palazzo di famiglia a Montepulciano

Pietro Bucelli fu un erudito nobile poliziano.
Durante la sua vita raccolse molti materiali di interesse archeologico, provenienti dai territori di Montepulciano e Chiusi.
Gran parte della collezione fu ceduta a Pietro Leopoldo I ed è visibile presso il Museo Archeologico Nazionale di Firenze.
Una piccola parte si trova presso il Museo civico di Montepulciano, mentre molte urne ed epigrafi furono murate nello zoccolo del palazzo di famiglia a Montepulciano.